# Zangersheider Pferd
Das Zangersheider Pferd (Stammbuch Zangersheide) ist eine Reitpferderasse. Ursprung der Rasse ist das Gestüt Zangersheide in Lanaken in der Region Flandern in Belgien.
Hintergrundinformationen zur Pferdebewertung und -zucht finden sich unter: Exterieur, Interieur und Pferdezucht.

## Exterieur
Das Zangersheider Pferd ist ein modernes Sportpferd im Rechteckformat (es ist also länger als hoch). Angestrebt wird ein Pferd mit guter Eignung als Springpferd; edel, großrahmig mit gesunden Gelenken. Aufgrund seiner jungen Geschichte und der offenen Zuchtpolitik ist das Zangersheider Pferd eher uneinheitlich in Aussehen und Größe. Das Stockmaß beträgt meist 165 bis 175 cm.

## Interieur
Angestrebt wird ein intelligentes, leistungswilliges und -fähiges Reitpferd.

## Zuchtgeschichte
Zangersheide wurde in den 1970er Jahren in Lanaken von Léon Melchior gegründet. Im Laufe der Zeit spezialisierte man sich bei der Zucht auf Springpferde. Bald erzielten die Reiter des Zangerheideteams internationale Erfolge wie bei der Europameisterschaft in Wien 1977 und bei den Olympischen Spielen 1992, als Johan Heins die Goldmedaille und Piet Raijmakers die Silbermedaille auf Pferden des Gestüts gewannen. Danach arbeitete das Gestüt auch mit Züchtern und Springreitern aus den Niederlanden, Frankreich, England und Deutschland zusammen.
In der europäischen Pferdezucht hatte bisher jedes Land seine eigenen Rassen oder Pferdelinien, wie die Cheval de Selle Français in Frankreich, das Belgische Warmblut in Belgien, den KWPN in den Niederlanden oder die deutschen Hannoveraner, Oldenburger oder Holsteiner. Von daher war es eine neue Idee, eine internationale Auswahl an erfolgreichen Springpferden als Grundlage einer Zucht zu verwenden. Unter anderem stammt Ludger Beerbaums Erfolgsstute Ratina Z aus Zangersheide. Eines der derzeit bekannteste Zangersheider Pferd im Springsport ist Levisto Z. Die Pferde des Gestüts sind oft mit einem an den Namen angehängten Z benannt.
Bereits in den 1970 begann man in Zangersheide mit der künstlichen Besamung, die seinerzeit von den meisten Pferdezuchten abgelehnt wurde und heute weitergehender Standard in der Pferdezucht ist. Neben dem Embryotransfer, die inzwischen auch in anderen Pferderassen bei Sportpferdestuten zum Einsatz kommt, steht die Zangersheider Pferdezucht auch dem Klonen von Pferden offen gegenüber.